# Architettura araba in Sicilia
Con architettura araba in Sicilia s'indicano le testimonianze di architettura civile, militare e religiosa risalenti al tempo della dominazione musulmana sulla Sicilia.

## Testimonianze
La totale scomparsa di testimonianze dell'architettura civile e religiosa del tempo della dominazione musulmana fa sì che una sintesi sulla storia dell'arte della Sicilia islamica si possa configurare solo come storia dell'elemento musulmano e del permanere delle sue caratteristiche culturali.
Nel periodo che va dal IX al XIII secolo le manifestazioni artistiche siciliane furono fortemente caratterizzate dalla presenza della componente culturale islamica anche durante la dominazione normanna e il regno di Federico II, cioè fino alla deportazione dei musulmani a Lucera tra il 1222 e il 1246.
In sintonia con la varietà etnica e culturale che compone la popolazione siciliana in età normanna nell'isola si darà vita ad una produzione artistica caratterizzata dalla spregiudicata capacità d'assimilare e selezionare quello che le culture di riferimento contemporanee offrono. Circa il grado d'evoluzione e di raffinatezza dell'arte isolana dobbiamo ritenere, a giudicare dalle fonti, che fosse d'altissima qualità se la stessa Palermo veniva paragonata – da Ibn Hawqal (X secolo) e Ibn Jubayr (1184-1185) – per grandezza e splendore a Cordova.

## Tracce archeologiche

I bagni di Cefalà Diana

Nulla resta della Palermo islamica, nodo di scambi tra i paesi musulmani, anche quelli siro-palestinesi, con i paesi cristiani. Anche quegli edifici tradizionalmente attribuiti al periodo islamico di recente sono stati datati ad età normanna. Non è improbabile che il Castello di Maredolce sia all'origine un monumento kalbita, ma l'edificio e i bacini oggi visibili sono opera di Ruggero II; a tutt'oggi sussistono dubbi sull'identificazione di e nella cosiddetta sala ipostala sotto la chiesa dell'Incoronata presso la cattedrale di Palermo; nel suo aspetto attuale il bagno di Cefalà Diana e d'età Guglielmina, come dimostrano tra l'altro i caratteri dell'epigrafe d'attico, confrontabili con quelli dell'iscrizione della Zisa, e le basi delle colonne del diaframma interno analoghe a quelle del chiostro di Monreale; le evidenze monumentali della fortezza/recinto di Mazzallakkar sembrerebbero d'età moderna, e deboli sono le argomentazioni che porterebbero all'identificazione dei resti di una moschea nell'Apollonion di Siracusa.
Certamente al periodo della dominazione musulmana sono databili poche iscrizioni lapidee impiegate in alcuni edifici, redatte nello stile fatimide imposto dai califfi: quella di Termini Imerese del 953-960 che ricorda la costruzione di un edificio oggi scomparso, un frammento proveniente da Palermo e pertinente forse alle mura della cittadella dell'emiro, la ’al-Hâlisah costruita nel X secolo, un'epigrafe, sempre a Palermo, conosciuta da disegni, che ornava un edificio sito presso la Porta a Mare, nella quale l'Amari lesse l'anno 360 H (970).
A Trapani si conserva una colonna con una citazione coranica entro un cartiglio, datata XI secolo, proveniente da un edificio sconosciuto.

## L'urbanesimo
La conquista islamica portava con sé i germi di una rinascita urbana soprattutto per le città della Sicilia occidentale e, in particolare, di Palermo. Con la fondazione nel 937 della cittadella murata sede dell'Emiro, degli uffici amministrativi e del presidio militare, la ’al-Hâlisah, distinta dalla città vera e propria, con i grandi quartieri fuori dalla cinta muraria e le vaste aree a giardino nel quadro urbano, la capitale della Sicilia si caratterizza più come metropoli islamica che come una città occidentale. Se nulla resta della cittadella fatimide, recentemente le indagini archeologiche hanno messo in luce brandelli della Palermo araba in particolare del quartiere islamico (harat al-Saqàliba, lett. "quartiere degli Schiavoni" o "degli Sclavi"), che ci forniscono dati interessanti sull'articolazione stradale e sulle abitazioni.
Sono stai messi in luce, infatti, due assi stradali su cui si affacciavano case dai muri in pietrame grossolanamente sbozzato, spianato in faccia vista e legato con malta di terra, rivestito da intonaco finissimo, dotate di battuti pavimentali d'arenaria sfarinata: siamo cioè ben lontani dal concetto di una medina (città araba) costruita con materiali precari. I dati confermano un processo di grande espansione edilizia nelle aree del trans-Papireto alla fine del X secolo e gli inizi dell'XI, seguito da vasti episodi di distruzione probabilmente in relazione con la conquista normanna.
I tracciati viari con andamento rettilineo prospettano l'esistenza, già in età islamica, di un preciso piano urbanistico per quest'area rimasta finora fuori dall'abitato. Una conferma proviene dagli scavi del rione Castello San Pietro nello stesso quartiere, dove strutture murarie dell'XI secolo si sovrappongono ad un lembo di necropoli islamica.
In età federiciana l'intera zona risulta ampiamente disabitata, come documentano i tentativi operati da Federico II di ripopolare il quartiere, ordinando ai musulmani di stabilirvi la propria dimora e, in seguito, con la redistribuzione delle case da essi abbandonate. Un'ulteriore prova della continuità della tradizione culturale e religiosa dell'Islam nelle città, anche dopo la conquista normanna, è fornita da un altro gruppo d'iscrizioni funerarie islamiche, nonché dai numerosi diplomi redatti in arabo d'età normanna, pubblicati dal Cusa.

## Gli insediamenti rurali
Riguardo agl'insediamenti rurali databili all'età islamica occorre precisare che non si può elaborare per la Sicilia un modello insediativo unico dal momento che esistono delle notevoli differenze tra la parte occidentale e la parte orientale dell'isola, dove, almeno fino al XIV secolo, resta preponderante l'elemento bizantino. Le recenti indagini archeologiche, limitate alla Sicilia occidentale, confermano quel poco che sappiamo del passaggio rurale in età musulmana. Inizialmente gli Arabi, infatti, s'adattarono alla realtà bizantina insediatasi, privilegiando le pianure e la fascia costiera. Inoltre l'Islam aveva avuto una scarsa penetrazione nelle campagne, dal momento che non veniva insegnato fuori dalle città e che le donne erano per lo più rimaste cristiane. Soltanto nel corso del X secolo sembra che siano stati rioccupati alcuni siti d'altura almeno nel territorio di Segesta, come attestano le recenti ricognizioni di superficie. Un incentivo all'incastellamento e alla diffusione dell'Islam, infatti, sembra venire dal rescritto del califfo-Imām fatimide al-Mu'izz che nel 965, a causa della minaccia rappresentata dall'offensiva bizantina di Rometta del 962, comandò all'emiro kalbita di raggruppare gli abitanti di ciascun distretto in una struttura fortificata con all'interno una moschea per l'indottrinamento ed obbligare la popolazione a soggiornarvi, non permettendo che vivessero sparsi nelle campagne.
L'islamizzazione dell'entroterra divenne pertanto completa al punto che, per quanto riguarda la Sicilia occidentale, erano numerose le popolazioni convertite all'Islam, come dimostrano i recenti rinvenimenti di aree cimiteriali di rito musulmano ad Entella, Caliata di Montevago, Caltanissetta, Monte Maranfusa di  (Roccamena, Palermo), Monte Iato, il rinvenimento di tre placchette plumbee con una sūra coranica in caratteri cufici nel casale di Milocca (Milena, Caltanissetta) e l'eccezionale scoperta di una moschea di modeste dimensioni a Segesta datata all'inizio del XII secolo, l'unico edificio di culto islamico finora inequivocabilmente riconosciuto nell'isola. A questi dati vanno aggiunti due frammenti di stele funerarie prismatiche anepigrafi riferibili a sepolture di rito islamico, recentemente recuperati a Monte della Giudecca (Agrigento). Il sito è stato identificato con la fortezza musulmana di Platano, nota dalle fonti sin dal IX secolo, e distrutta da Federico II. In mancanza di dati epigrafici, la datazione di queste stele oscilla tra il X e la prima metà del XIII secolo. Infine, va segnalata ad Entella la presenza di un edificio residenziale con un hammām, unico nel suo genere in Sicilia, fatta eccezione per la Zisa di cui è contemporaneo.
Questi dati dimostrano dunque che, ancora in età normanna parte rilevante della popolazione dell'isola era di cultura islamica e lingua araba. Anche gli effetti dell'arte islamica sulla cultura e sull'arte siciliana furono profondi e durevoli anche dopo la caduta dell'emirato, ma è ancora questione aperta se debbano considerarsi eredità della dominazione musulmana, o siano piuttosto il prodotto di successivi scambi culturali o d'artisti tra la corte normanna e quella del califfo-Imām fatimide del Cairo.